# 聖馬科斯 (卡拉索省)

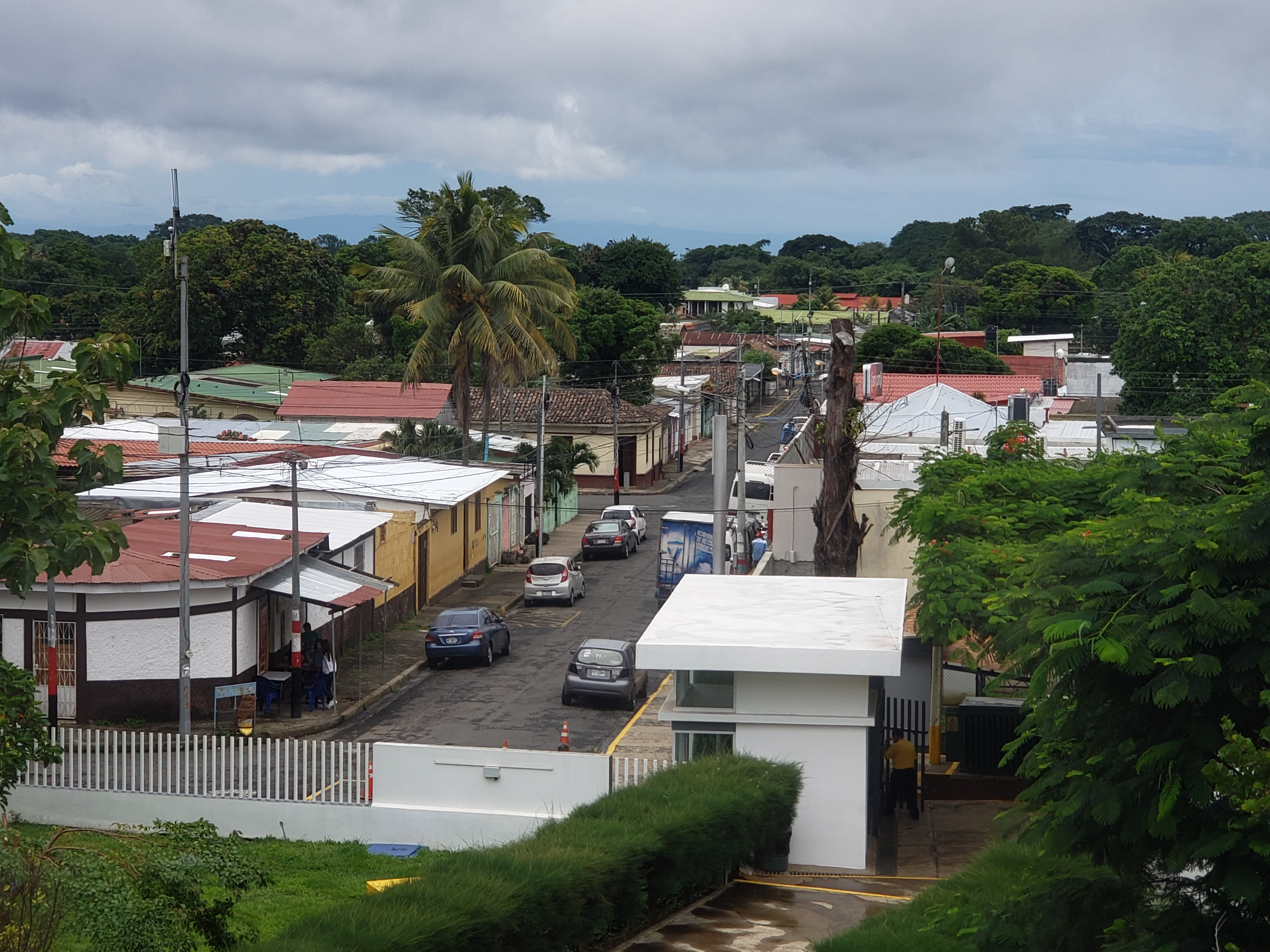
聖馬科斯

聖馬科斯（西班牙語：San Marcos），是尼加拉瓜的城鎮，位於該國西部，由卡拉索省負責管轄，始建於1820年，面積118平方公里，海拔高度530米，2005年人口29,019，人口密度每平方公里245.92人。
11°55′N 86°12′W / 11.917°N 86.200°W